# Pablo Francisco
Pablo Ridson Francisco (Tucson, Arizona, 1974. január 5. –) chilei származású amerikai humorista, stand-up comedy specialista, aki népszerűségét a hangutánzásnak köszönheti. Ebben leggyakoribb és népszerű "alanya" a 2008-ban elhunyt film trailer bemondó Don LaFontaine volt.

## Életrajza
Már koránt kitűnt hangutánzási képességeivel, melyeket tudatosan fejlesztett. Eleinte Temple városában lépett fel stand-up humoristaként, majd 1990-ben a MadTv műsorában tűnt fel. Ezt követően csaknem egy évtizeden keresztül lépett fel rendezvényeken, showkban, és kipróbálta magát szinkronszínészként is. 1998-ban egy zenei albumot adott ki Knee To The Groin címmel. Az áttörés 2000-ben következett be, mikor feltűnt a Comedy Central Bemutatja című műsorban. A sikeres fellépést követően Amerika-szerte népszerűvé vált. 2001-ben összeállt Carlos Mencia-val és Freddy Soto-val, és közös műsorukkal, a The Three Amigos-zal léptek fel.
2006-ban az Ouch! című műsorban  2010-ben a Who You Foolin? című showban szerepelt. Pablo különlegessége a hangutánzás: számos híresség hangját képes meggyőzően reprodukálni, így többek között Jackie Chan-ét, Arnold Schwarzenegger-ét és George Clooney-ét is. Népszerűségét azonban leginkább Don LaFontaine hangjának utánzásával alapozta meg. A 2008-ban elhunyt LaFontaine-t Amerikában az „előzetes-ember”-ként ismerték: az ő hangján szólalt meg ugyanis több mint 5000 filmelőzetes, több százezer reklám és egyéb promóciós hanganyag. Hangja egyértelműen része lett az amerikaiak életének, így Pablo rendkívüli sikereket érhetett el az utánzásával.